# أوكسمو بوتشينو
أوكسمو بوتشينو (بالفرنسية: Oxmo Puccino) (و. 1974  م) هو موسيقي من فرنسا، ومالي، ولد في سيغو.

## وصلات خارجية
- أوكسمو بوتشينو على موقع IMDb (الإنجليزية)
- أوكسمو بوتشينو على موقع ألو سيني (الفرنسية)
- أوكسمو بوتشينو على موقع ميوزك برينز (الإنجليزية)
- أوكسمو بوتشينو على موقع أول ميوزيك (الإنجليزية)
- أوكسمو بوتشينو على موقع ديسكوغز (الإنجليزية)
- أوكسمو بوتشينو على موقع ديسكوغز (الإنجليزية)
- أوكسمو بوتشينو على موقع ديسكوغز (الإنجليزية)
- أوكسمو بوتشينو على موقع قاعدة بيانات الفيلم (الإنجليزية)

- أوكسمو بوتشينو في قاعدة بيانات الأفلام على الإنترنت